# Kordun

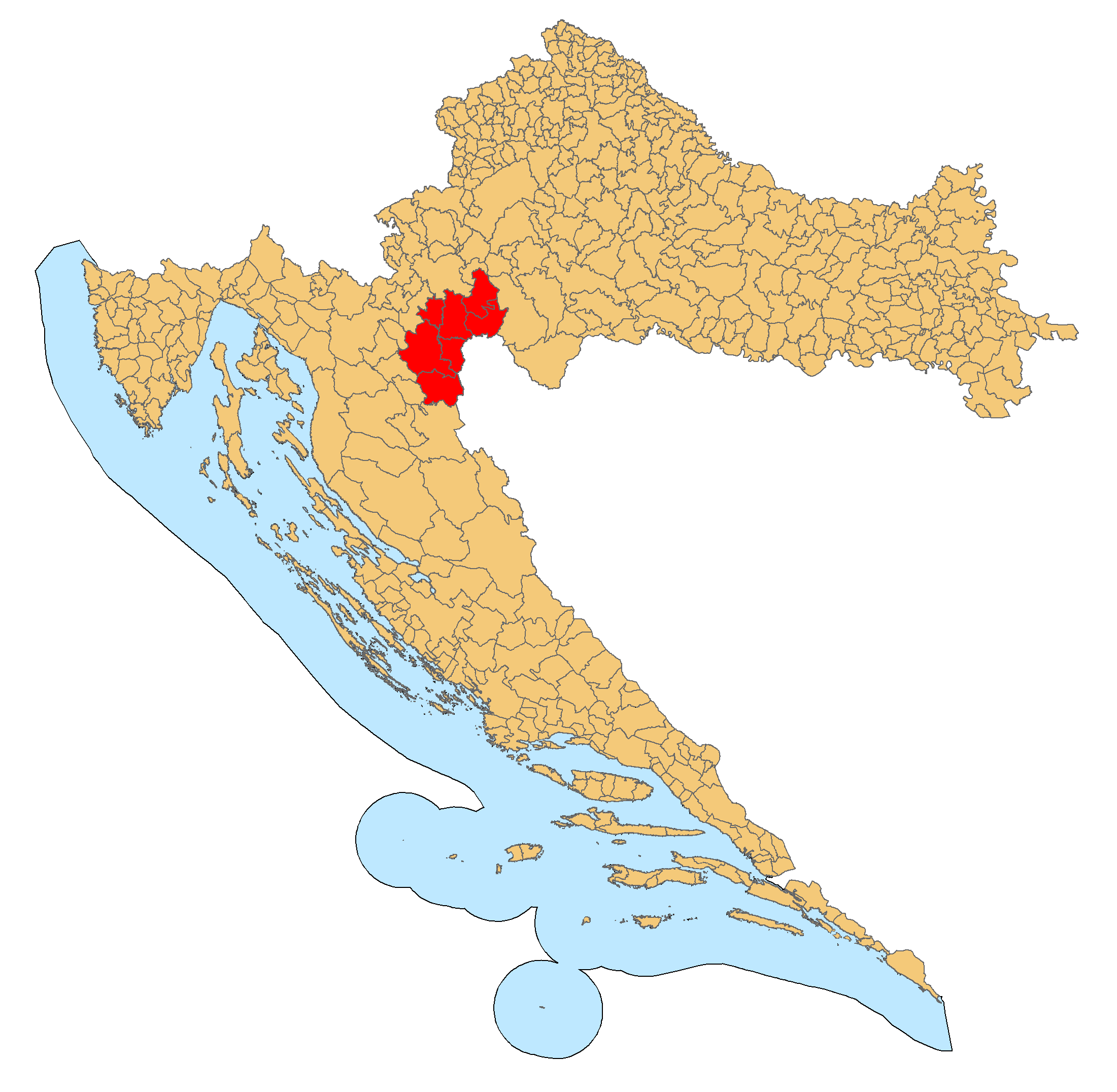
Kordun innerhalb Kroatiens

Die Region Kordun (von französisch cordon [militaire]) liegt in Mittelkroatien südlich von Karlovac und breitet sich zu beiden Seiten der Korana aus. Sie bildet einen Teil der Grenzregion zu Bosnien und Herzegowina. Im Süden grenzt die Region an die Lika. Das Gebiet wird im Westen durch die Gebirgszüge Velika und Mala Kapela, im Osten durch das Bergland der Petrova Gora begrenzt. Der Kordun mit der Hauptstadt Slunj gehört heutzutage zur Gänze zur Gespanschaft Karlovac. Vom 16. bis zum 19. Jahrhundert stand das Gebiet unter dem direkten militärischen Oberkommando des österreichischen Kriegsrates in Graz (Militärgrenze).

## Geschichte
Die spätmittelalterliche Festung Slunj befand sich im Besitz der (von der Insel Krk stammenden) Magnatenfamilie Frankopan. In den 1550er Jahren wurde das umliegende Gebiet wiederholt von osmanischen Truppen heimgesucht, wobei sich der 1567 zum Banus von Kroatien und Slawonien ernannte Franjo Slunjski Frankopan große Verdienste bei der Verteidigung erwarb. 1578 fiel Slunj für kurze Zeit in die Hände der Osmanen. Ende 1584 brachten der Hauptmann der kroatischen Militärgrenze Josef Thurn und der kroatische Ban Tamás Erdődy dem von Beylerbey von Buda, Ferhad Pascha Sokolović, befehligten osmanischen Heer bei Slunj eine schwere Niederlage bei (vgl. auch Belagerung von Gvozdansko).
Seit Ende des 16. Jahrhunderts war der Ort ein wichtiger Stützpunkt der Militärgrenze (Karlstädter Generalat) und diente zur Sicherung des Grenzgebietes zum osmanischen Reich. Der Kordun (aus frz. cordon) gehörte von 1809 bis 1815 zu Frankreich (Illyrische Provinzen). Nach Auflassung der Militärgrenze 1871/81 wurde der Kordun mit Zivilkroatien vereinigt. Die Bevölkerung des wirtschaftlich zurückgebliebenen Kordun setzte sich in großem Maße aus Serben beziehungsweise orthodoxen Vlachen zusammen, die dort (vor allem seit Ende des 17. Jahrhunderts) als Flüchtlinge aus dem Osmanischen Reich zur Verteidigung der Grenze angesiedelt wurden. Zur Zeit des Unabhängigen Staates Kroatien 1941–1945 kam es zu Massenverfolgungen der Serben im Kordun. Nach der Auflösung Jugoslawiens 1991 war das Gebiet Bestandteil der von Serben gegründeten, international nicht anerkannten, Serbischen Republik Krajina. Während der Besatzung sollen zahlreiche Kriegsverbrechen an der kroatischen Bevölkerung begangen worden sein. Die Region Kordun wurde 1995 durch die Militäroperation „Sturm“ wieder in den kroatischen Staatsverband integriert. Während dieser Operation soll es ebenso zu diversen Kriegsverbrechen gekommen sein. Heute beginnt sich die wirtschaftliche Situation langsam wieder zu bessern. Trotzdem besteht immer noch eine Tendenz zur Abwanderung aus dieser hügeligen und sehr landwirtschaftlich geprägten Region.

## Bezeichnung
Die Bezeichnung „Kordun“ leitet sich von einer Grenzlinie von Wachposten zu Zeiten der Türkenkriege ab. Charakteristisch für die Grenzregion zum osmanischen Reich waren damals die sogenannten Tschardaks (kroat. čardak) oder Posten (kroat. Pl. pošte). Dies waren kleine Holzhütten die in regelmäßigem Abstand errichtet wurden und in die man über eine Treppe in den erhöhtem Aussichtsstand gelangte. Wurde Gefahr vom Feind erkannt, so feuerte der Grenzwächter einen Schuss ab. Dies wurde von den anderen Grenzwächtern entlang dieser Linie, dieses Cordons, wiederholt, damit rasch reagiert werden konnte. Bei den Grenzposten befanden sich stets 4–12 Grenzwächter, die nachts auf Patrouille gingen. Bis 1773 standen am Cordon auch berittene Husaren als Wächter, unter anderem auch um Raubüberfälle von Türken oder Heiducken zu vermeiden. Die Mehrheit der Grenzposten wurden 1849 abgeschafft.

## Topographie
Das Gebiet wird von ausgedehnten Wäldern geprägt. Charakteristisch für dieses Gebiet ist die poröse Beschaffenheit des Karst-Bodens (Kalkgestein), die zahlreiche trichterförmige Dolinen (kroat. dolina) oder Senken entstehen lässt. Außerdem gibt es viele, teils noch unentdeckte, unterirdische Flusssysteme. Ebenfalls typisch für diese Region ist die Roterde.